# Carlton (Texas)
Carlton es un lugar designado por el censo ubicado en el condado de Hamilton en el estado estadounidense de Texas. En el Censo de 2020 tenía una población de 102 habitantes y una densidad poblacional de 50,25 habitantes por km². Fue incluido como CDP en el censo de 2020.

## Geografía
Carlton se encuentra ubicado en las coordenadas 31°55′11″N 98°10′17″O / 31.91972, -98.17139. Según la Oficina del Censo de los Estados Unidos,  tiene una superficie total de 2,03 km², todos correspondientes a tierra firme.